# Schatzl Nadine
Szöllősi-Schatzl Nadine (München, 1993. november 19. –) Európa-bajnoki bronzérmes német születésű magyar válogatott kézilabdázó, balszélső, a Moyra-Budaörs játékosa.

## Pályafutása

### Klubcsapatokban
Schatzl Nadine Németországban született, kézilabdázni pedig Mohácson kezdett, majd 2010-ben a Győri ETO csapatának játékosa lett. 2011-ben és 2012-ben bajnok és Magyar Kupa-győztes lett, ezt követően pedig egy évet a Veszprém Barabásban játszott kölcsönben. 2013 nyarán szerződött az Érdhez. Két év múlva szerződött a Ferencvároshoz, akikkel 2017-ben Magyar Kupát nyert. 
2020 novemberében a Ferencváros hivatalos honlapján jelentette be, hogy a 2021 nyarán lejáró szerződését nem hosszabbítja meg a klubbal, majd az is hivatalossá vált, hogy visszatér nevelőegyesületébe, a Győri Audi ETO KC-ba. A 2020-2021-es szezonban bajnoki címet szerzett a Ferencvárossal. Három szezont töltött a Rába-parti csapatban, akikkel a 2023-2024-es szezonban Bajnokok Ligáját nyert. 2024 nyarán a Budaörs játékosa lett. 2025 márciusában fél évre kölcsönvette őt a francia Metz Handball, miután Chloé Valentini gyermekáldás miatt szüneteltette pályafutását. A 2024-2025-ös szezon végén kupagyőzelmet és bajnoki címet ünnepelhetett csapatával, és két válogatottbeli csapattársával, Vámos Petrával és Szemerey Zsófival.

### A válogatottban
A magyar válogatottban 2014-ben mutatkozott be, első világeseménye amin részt vett, a 2016-ös Európa-bajnokság volt, ezt követően pedig alapembere lett a válogatottnak. Tagja volt a 2021 nyarán megrendezett tokiói olimpián szereplő válogatottnak. A 2021-es világbajnokságról pozitív koronavírustesztje miatt maradt le. Tagja volt a 2024-es párizsi olimpián 6. helyezett magyar csapatnak. A decemberi Európa-bajnokságon a magyar válogatott 12 év után újból bronzérmet szerzett a kontinenstornán, amelynek ő is tagja volt.

## Sikerei, díjai
- Magyar bajnokság:
  - Győztes: 2011, 2012, 2021, 2022, 2023
  - Ezüstérmes: 2016, 2017, 2018, 2019, 2024
  - Bronzérmes: 2014, 2015
- Magyar Kupa:
  - Győztes: 2011, 2012, 2017
  - Ezüstérmes: 2019, 2022, 2023, 2024
  - Bronzérmes: 2015, 2016, 2018, 2021
- Francia bajnokság
  - győztes: 2025
- Francia kupa
  - Győztes: 2025
- Bajnokok Ligája:
  - Győztes: 2024
  - Döntős: 2012, 2022
  - Bronzérmes: 2023
- Möbelringen-kupa All-Star-válogatottː 2017[17]
- Az év magyar kézilabdázója: 2019[18]

## Magánélete
Bár Münchenben született, mindkét szülője magyar, akik a 80-as években telepedtek le Németországban. Mikor Nadine 10 éves volt, hazaköltöztek Magyarországra, és a Mohács KC csapatánál kezdett kézilabdázni. Két évvel később a Győri Audi ETO KC játékosa lett. Van egy húga, Schatzl Natalie, aki szintén kézilabdázó, balszélső poszton játszik a Mosonmagyaróvári KC SE csapatában. Nagyapjuk sváb származású.
2023 nyarán férjhez ment Szöllősi Ádámhoz.
Anyanyelvi szinten beszéli mind a magyar, mind a német nyelvet, német születése révén pedig kettős állampolgár is.